# Boško Lozica
Boško Lozica, född 28 november 1952 i Korčula, är en före detta jugoslavisk vattenpolospelare. Han ingick i Jugoslaviens landslag vid olympiska sommarspelen 1976 och 1980.
Lozica tog OS-silver i den olympiska vattenpoloturneringen i Moskva. Han spelade åtta matcher och gjorde tre mål i turneringen. Han tog VM-brons i samband med världsmästerskapen i simsport 1973 i Belgrad och på nytt i samband med världsmästerskapen i simsport 1978 i Västberlin.